# Olivier Richefou
Olivier Richefou, né le 4 avril 1959 à Laval, est un homme politique et avocat français membre de l'UDI, président du conseil départemental de la Mayenne.

## Biographie
Olivier Richefou étudie au Lycée Ambroise Paré de Laval et à la faculté de droit de Rennes où il obtient une maîtrise en 1983. Il est diplômé de l'Essec en 1986.
Olivier Richefou est avocat d'affaires et possède un cabinet à Laval, avec François Zocchetto, sénateur UDI de la Mayenne et maire de Laval depuis les élections municipales 2014 .
Adjoint au maire de Changé depuis 1989, il en devient maire en 2008,. À cette occasion, il devient également vice-président de Laval Agglomération.
En 2001, il est élu conseiller général du canton de Laval-Nord-Est, succédant à François d'Aubert, mais il est défait en 2004 par la socialiste Nicole Peu. De nouveau candidat en 2011, il reprend son siège à la gauche et rejoint dans la foulée l'Alliance centriste de Jean Arthuis. De 2011 à 2014, il est rapporteur général du budget au sein du conseil général.

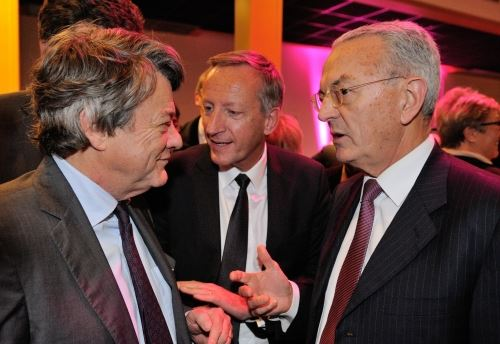
Jean-Louis Borloo, Olivier Richefou et Jean Arthuis en 2014

En mai 2013, il est élu président de la fédération de l'Union des Démocrates et Indépendants de la Mayenne.
Le 23 juin 2014, il succède à Jean Arthuis à la tête du conseil général de la Mayenne, il démissionne alors de ses fonctions de maire et de vice-président de Laval Agglomération mais il reste 1er adjoint de la ville de Changé, chargé des finances.
Le 16 janvier 2018, en pleine affaire du lait infantile contaminé, le président du conseil départemental prit parti pour l'entreprise Lactalis. Cette défense fut critiquée dès le lendemain par l'hebdomadaire Marianne qui démontra de possibles liens entre l'entreprise agroalimentaire et un membre de la famille d'Olivier Richefou.
En octobre 2023, Olivier Richefou est soupçonné de prise illégale d'intérêts à la suite d'un achat par le conseil départemental d'un bâtiment qui appartenait au PDG du groupe Actual alors que ce dernier est également client du cabinet d'avocats du président du conseil départemental. Lors de sa garde à vue, Olivier Richefou nie toute forme d'illégalité dans cette transaction,.

## Synthèse des mandats et fonctions

### Actuels
- Depuis le 23 juin 2014 : président du conseil départemental de la Mayenne.
- Depuis le 2 avril 2015 : conseiller départemental du canton de Saint-Berthevin.
- Depuis le 25 mai 2013 : président de l'UDI 53.
- Depuis le 23 juin 2014 : président du service départemental d'incendie et de secours de la Mayenne (SDIS-53).
- Depuis le 29 septembre 2015 : président de la Conférence nationale des services d'incendie et de secours[12].

### Anciens
- mars 2008 - 23 juin 2014 : maire de Changé.
- 2008 - juin 2014 : vice-président de Laval Agglomération.
- 2008 - 2014 : président du Centre de gestion du personnel territorial de la Mayenne.
- 2001 - 2004 ; mars 2011 - 22 mars 2015 : conseiller général du canton de Laval-Nord-Est

## Décoration
- 2020 :  Chevalier de la Légion d'honneur[13]